# Tom Paleček
Tom Paleček je český čtyřdílný animovaný seriál z roku 1994. Režíroval ho Jan Balej, který se na scénáři podílel také s výtvarníkem a kameramanem série Miroslavem Špálou. Celý ho namluvil Jan Kanyza.

## Děj
Seriál je natočen podle anglických legend. Čaroděj Merlin přichází z hor do chudé chaloupky, kde bydlí rodiče toužící po dítěti. Merlin poprosí královnu víl a ta bezdětným rodičům vykouzlí Toma Palečka. Na Tomem Palečkem se ale vznáší nebezpečí – Merlin se kvůli Tomovi musí utkat se zlým čarodějem Raborem. Toma Palečka pak Rabor unese. Tom během únosu zažije mnoho dobrodružství od setkání s mořským obrem Grumbem přes setkání s králem Artušem. Nakonec se Tom Paleček zase vrátí domů k rodičům.

## Seznam dílů
1. Zrození[1]
2. Mořský obr Grumb[2]
3. Král Artuš[3]
4. Návrat[4]